# Bouchevilliers
Bouchevilliers est une commune française située dans le département de l'Eure, en région Normandie.

## Géographie

### Localisation
Bouchevilliers est située dans la vallée de l'Epte, principalement sur la rive gauche de la rivière.
Le village est situé à 9 km de Gournay-en-Bray et à 16 km de Gisors et d'Étrépagny.
| Neuf-Marché (Seine-Maritime) | Neuf-Marché (Seine-Maritime), Saint-Pierre-es-Champs (Oise) |                             |
| Neuf-Marché (Seine-Maritime) | Bouchevilliers                                              | Talmontiers (Oise) Amécourt |
| Mesnil-sous-Vienne           | Mainneville                                                 |                             |

### Hydrographie
La commune est située dans le bassin Seine-Normandie. Elle est drainée par l'Epte,.
L'Epte, d'une longueur de 113 km, prend sa source dans la commune de Compainville et se jette  dans la Seine à Notre-Dame-de-la-Mer, après avoir traversé 44 communes.

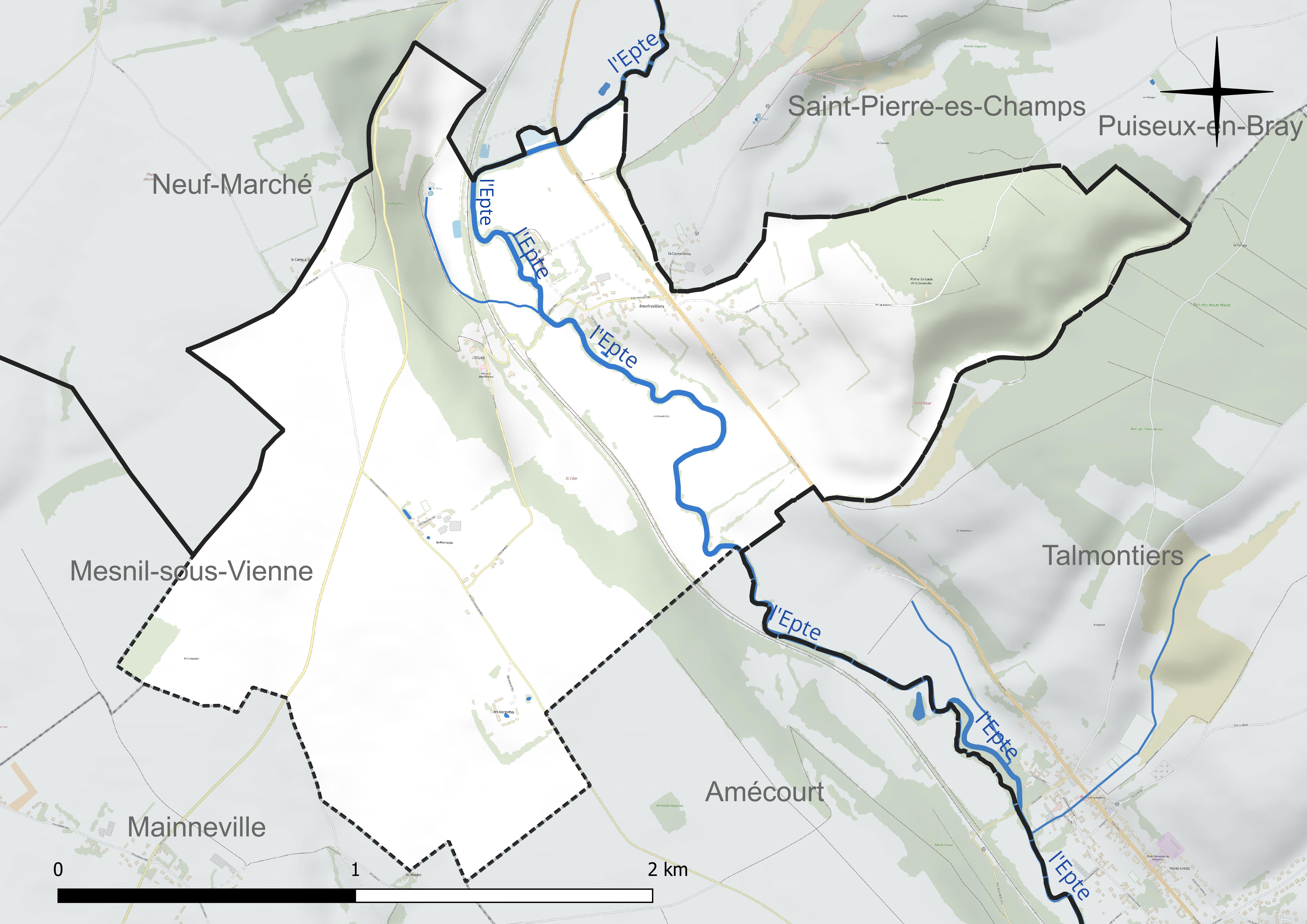
Réseau hydrographique de Bouchevilliers.

### Climat
Pour des articles plus généraux, voir Climat de la Normandie et Climat de l'Eure.
En 2010, le climat de la commune est de type climat océanique dégradé des plaines du Centre et du Nord, selon une étude du CNRS s'appuyant sur une série de données couvrant la période 1971-2000. En 2020, Météo-France publie une typologie des climats de la France métropolitaine dans laquelle la commune est exposée à un climat océanique et est dans une zone de transition entre les régions climatiques « Sud-ouest du bassin Parisien » et « Côtes de la Manche orientale ». Parallèlement le GIEC normand, un groupe régional d’experts sur le climat, différencie quant à lui, dans une étude de 2020, trois grands types de climats pour la région Normandie, nuancés à une échelle plus fine par les facteurs géographiques locaux. La commune est, selon ce zonage, exposée à un « climat des plateaux abrités », correspondant aux plaines agricoles de l’Eure, avec une pluviométrie beaucoup plus faible que dans la plaine de Caen en raison du double effet d’abri provoqué par les collines du Bocage normand et par celles qui s’étendent sur un axe du Pays d'Auge au Perche.
Pour la période 1971-2000, la température annuelle moyenne est de 10,4 °C, avec  une amplitude thermique annuelle de 14 °C. Le cumul annuel moyen de précipitations est de 774 mm, avec 12,1 jours de précipitations en janvier et 8,1 jours en juillet. Pour la période 1991-2020, la température moyenne annuelle observée sur la station météorologique la plus proche, située sur la commune d'Étrépagny à 13 km à vol d'oiseau, est de 11,3 °C et le cumul annuel moyen de précipitations est de 774,0 mm,. Pour l'avenir, les paramètres climatiques de la commune estimés pour 2050 selon différents scénarios d’émission de gaz à effet de serre sont consultables sur un site dédié publié par Météo-France en novembre 2022.

## Urbanisme

### Typologie
Au 1er janvier 2024, Bouchevilliers est catégorisée commune rurale à habitat très dispersé, selon la nouvelle grille communale de densité à 7 niveaux définie par l'Insee en 2022.
Elle est située hors unité urbaine. Par ailleurs la commune fait partie de l'aire d'attraction de Paris, dont elle est une commune de la couronne,. 

### Occupation des sols
L'occupation des sols de la commune, telle qu'elle ressort de la base de données européenne d’occupation biophysique des sols Corine Land Cover (CLC), est marquée par l'importance des territoires agricoles (80,4 % en 2018), une proportion identique à celle de 1990 (80,4 %). La répartition détaillée en 2018 est la suivante : 
terres arables (49,8 %), prairies (25,7 %), forêts (19,6 %), zones agricoles hétérogènes (4,9 %). L'évolution de l’occupation des sols de la commune et de ses infrastructures peut être observée sur les différentes représentations cartographiques du territoire : la carte de Cassini (XVIIIe siècle), la carte d'état-major (1820-1866) et les cartes ou photos aériennes de l'IGN pour la période actuelle (1950 à aujourd'hui).

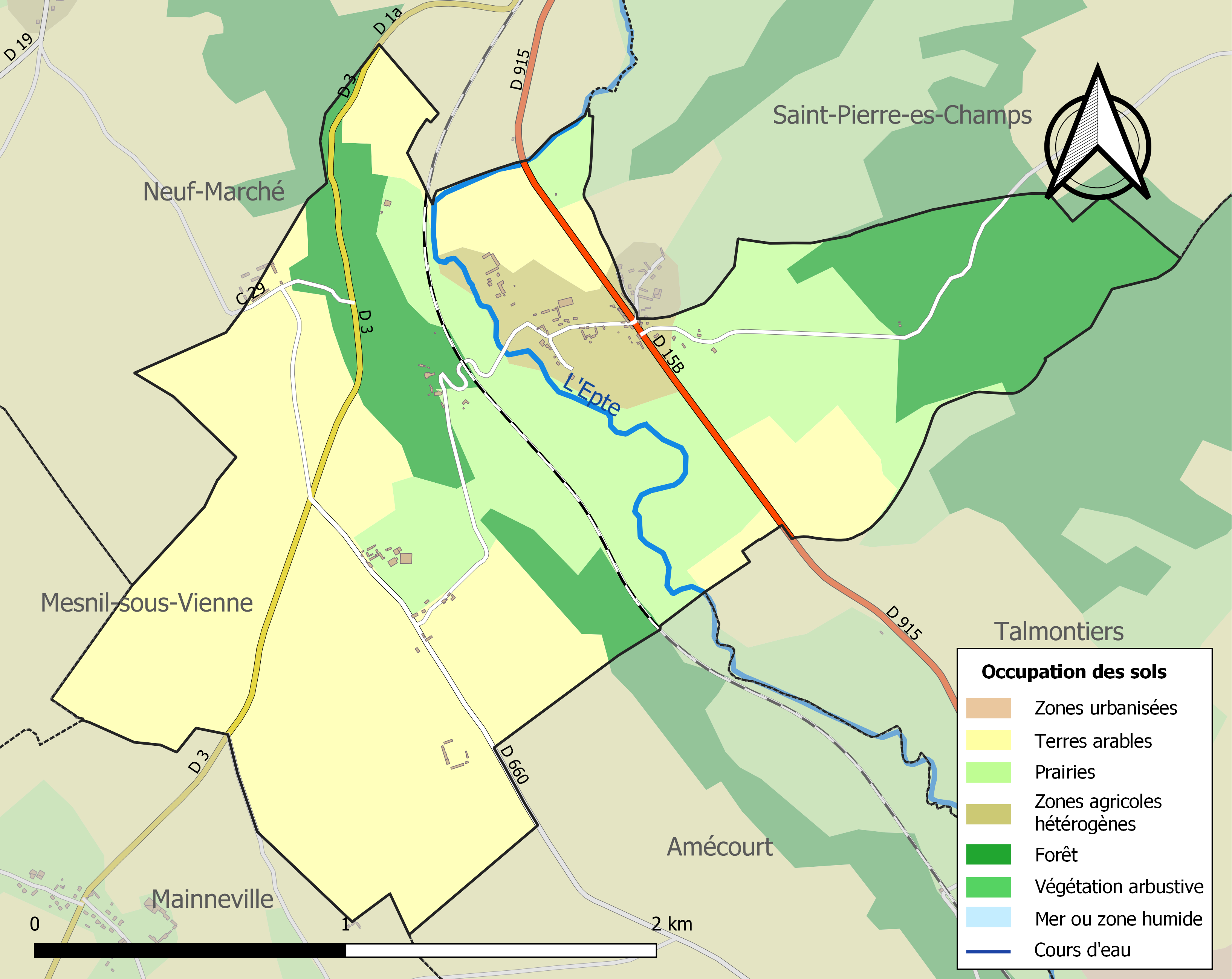
Carte des infrastructures et de l'occupation des sols de la commune en 2018 (CLC).

## Toponymie
Le nom de la localité est attesté sous les formes Bucinvillare vers 1024, Bochinvillarium vers 1209 (cartulaire blanc de Saint-Denis), Bochinviler et Bochenviler en 1275 (cartulaire blanc de Saint-Denis), Bouchevillare et Boucherviller en 1308 (charte de Philippe le Bel), Boucheviler au XIIIe siècle (p. d’Eudes Rigaud).

## Histoire
Un nouveau pont a été construit très récemment au-dessus des voies ferrées à côté ďun autre sur le point d'être démoli, car cette voie destinée au fret communiquera directement entre Paris et Le Havre et que ľancien pont est trop bas.[réf. nécessaire]

## Politique et administration
| Période                                  | Période                    | Identité       | Étiquette | Qualité |
| ---------------------------------------- | -------------------------- | -------------- | --------- | --- |
| Les données manquantes sont à compléter. |                            |                |           | |
|                                          | 1991                       | M. Broux       |           | Décédé en fonction                                                                                                   |
| 1991                                     | En cours (au 10 août 2020) | Emmanuel Broux | UMP → LR  | Agriculteur, fils du précédent Vice-président de la CC des Quatre Rivières (2020 → ) Réélu pour le mandat 2020-2026, |

## Démographie
L'évolution du nombre d'habitants est connue à travers les recensements de la population effectués dans la commune depuis 1793. Pour les communes de moins de 10 000 habitants, une enquête de recensement portant sur toute la population est réalisée tous les cinq ans, les populations de référence des années intermédiaires étant quant à elles estimées par interpolation ou extrapolation. Pour la commune, le premier recensement exhaustif entrant dans le cadre du nouveau dispositif a été réalisé en 2006.

En 2022, la commune comptait 72 habitants, en évolution de −12,2 % par rapport à 2016 (Eure : −0,25 %, France hors Mayotte : +2,11 %).
| 1793 | 1800 | 1806 | 1821 | 1831 | 1836 | 1841 | 1846 | 1851 |
| ---- | ---- | ---- | ---- | ---- | ---- | ---- | ---- | ---- |
| 115  | 170  | 168  | 148  | 155  | 130  | 165  | 169  | 164  |

| 1856 | 1861 | 1866 | 1872 | 1876 | 1881 | 1886 | 1891 | 1896 |
| ---- | ---- | ---- | ---- | ---- | ---- | ---- | ---- | ---- |
| 146  | 133  | 135  | 125  | 118  | 117  | 111  | 101  | 102  |

| 1901 | 1906 | 1911 | 1921 | 1926 | 1931 | 1936 | 1946 | 1954 |
| ---- | ---- | ---- | ---- | ---- | ---- | ---- | ---- | ---- |
| 97   | 84   | 84   | 72   | 82   | 85   | 81   | 90   | 68   |

| 1962 | 1968 | 1975 | 1982 | 1990 | 1999 | 2006 | 2011 | 2016 |
| ---- | ---- | ---- | ---- | ---- | ---- | ---- | ---- | ---- |
| 60   | 62   | 60   | 63   | 45   | 52   | 74   | 74   | 82   |

| 2021 | 2022 | - | - | - | - | - | - | - |
| ---- | ---- | - | - | - | - | - | - | - |
| 76   | 72   | - | - | - | - | - | - | - |

## Culture locale et patrimoine

### Lieux et monuments
Bouchevilliers comporte trois monuments : 
- l'église Saint-Ouen du XVIe siècle,  Classée MH (1961)[23], avec des vitraux de Jacques Villon, Roland Bierge, Maurice-Élie Sarthou, Jean Marzelle, Jean Chevolleau, Danièle Perré.
- le manoir Sainte-Geneviève-des-Brumes du XVe siècle,  Inscrit MH (1974)[24], avec un pigeonnier du XVIe siècle. Il est réputé pour être un lieu hanté[25] .
- le manoir des Margottes du XVIIIe siècle[26].

### Personnalités liées à la commune
- Alexandre Louis Lefebvre de Cérisy (° le 14 novembre 1798 à Paris ; ✝ le 2 décembre 1867 à Bouchevilliers), entomologiste français.